# Setanta Sports
Setanta Sports — спортивна телевізійна компанія, що базується в Дубліні, Ірландія. Компанія була створена в 1990 році для сприяння трансляції ірландських спортивних заходів для міжнародної аудиторії. Компанія управляла каналами у Великій Британії, Азії, Австралії, США та Канаді.

## Управління
Setanta Sports керувала рядом каналів, які були або продані, або закриті. Наразі брендом, каналами Setanta Sports та відповідними правами на трансляцію спортивних ліг володіє грузинський холдинг Ajara Group.

### Республіка Ірландія
У грудні 2015 року Eircom Limited придбав Setanta Sports Ireland Ltd. 5 липня 2016 року телеканал Setanta Sports провів ребрендинг в «Eir Sport».

### Африка
Setanta керувала «Setanta Sports» і «Setanta Action» до жовтня 2013 року, коли канали були придбані компанією 21st Century Fox. У липні 2014 року FOX оголосила, що у серпні 2014 року відбудеться ребрендинг каналів, будуть ребрендовані у «Fox Sports» та «Fox Sports 2».

### Австралія
Станом на серпень 2014 року, компанія «Setanta Sports Australia» та «Setanta Sports Plus» були продані медіа мережі Al Jazeera з дозволу регуляторів Австралії. Канал змінив назву на «BeIN Sports Australia» в листопаді 2014 року.

### Канада
Setanta Sports раніше експлуатувала версію каналу в Канаді, як спільне підприємство з канадською медіа-компанією Rogers Communications (Setanta сама володіла 20 % компанії). Тим не менш, його міноритарна частка акцій були придбані Rogers у липні 2011 року, і канал був інтегрований у SportsNet мережі і мав стати SportsNet World 3 жовтня 2011 року. Повторний запуск також відбувся разом із загальним ребрендингом мереж Sportsnet.

### Велика Британія
Setanta у Великій Британії працювала, як операційна служба, після періоду адміністрації надання цих послуг припинились.
У Великій Британії «Setanta GB» управляла «Setanta Sports 1» та 2, а також «Setanta Golf» . Вона також керувала «Setanta Sports News» як спільним підприємством з Virgin Media. «Setanta GB» також керувала телебаченнями «Арсенал», «Celtic TV», «LFC TV» і «Рейнджерс» у кооперації з відповідними клубами.

#### Фінансові труднощі та закриття
У звітах від 7 червня 2009 року було запропоновано ввести на Setanta адміністрацію протягом тижня, після того, як не вдалося здійснити платежі за ТБ-права. Через несвоєчасну оплату і перегляд переплати за рахунок Setanta до футбольних клубів, кілька британських футбольних клубів були поставлені у фінансово складну ситуацію, оскільки обіцяні гроші були витрачені на річні бюджети. 4 червня 2009 року шотландська прем'єр-ліга оголосила, що вони будуть платити суми, які деяким з клубів були обіцяні, щоб уникнути їх фінансових проблем.
19 червня 2009 року компанія Setanta Sports не змогла сплатити внесок у розмірі 30 мільйонів фунтів стерлінгів (35 мільйонів євро), який зобов'язана була сплатити англійській Прем'єр-лізі за права на показ 46 матчів сезону 2009/10. Представник прем'єр-ліги сказав:
|  | З великим жалем ми повідомляємо, що Setanta не в змозі виконати свої зобов'язання. Таким чином, існуюча ліцензійна угода між нами була негайно припинена. |

21 червня 2009 року компанія BT Vision припинила транслювати канали Setanta Sports клієнтам.
22 червня 2009 року було повідомлено у RTÉ News, що оригінальний канал Setanta Sports — «Setanta Ireland» — може бути викуплений консорціумом, який вже володіє інтересами в Setanta Sport Holdings Ltd., ірландській дочірній компанії Setanta Sports. «Setanta Sports Irelands» і «Setanta Sports North America» були єдиними брендами холдингу, які отримали прибуток у 2008 році. Того ж дня, Setanta втратив всі свої права на SPL TV, тому що вони не змогли виплатити 3 млн фунтів стерлінгів (3.5 мільйонів євро) заборгованості перед лігою. Після цього було оголошено, що ESPN викупила права показу 46 ігор Прем'єр-ліги, що мала транслювати Setanta у сезоні 2009/10.
22 червня 2009 року у «Setanta GB» була введена адміністрація, після нездійснення платежів ряду спортивних організацій. Очікувалося, що 430 робочих місць (200 з яких в Ірландії), будуть скорочені, внаслідок зовнішнього управління. Адміністрацією керувала компанія Deloitte. О 18:00 22 червня більшість каналів компанії припинили свій показ у Великій Британії.
Згідно з підсумковим звітом, опублікованим адміністратором компанії Deloitte, який був опублікований у липні 2010 року, телекомпанія мала непогашені банківські кредити на 261 млн фунтів стерлінгів. Deloitte повідомив, що не забезпечені кредитори отримали всього 2 пенні за кожен фунт, який вони вимагали повернути від недіючого оператора.

#### Критика
Setanta Sports так само, як і Sky Sports, у 1990-х роках, вперше отримала виключне право на трансляцію трансляції відбіркових матчів збірної Англії з футболу на Чемпіонатах світу. Це привернуло критику, внаслідок того, що компанія отримала ті ж права, що й інший транслятор. Незважаючи на те, що компанія Sky часто продавалась у пакеті наземних телеканалів (BBC), Setanta заявила, що суми, запропоновані наземними мовними компаніями, що становлять від 100 000 до 200 000 фунтів, були в п'ять-десять разів нижчими, ніж їхня ринкова вартість. Setanta заплатила 5  мільйонів фунтів та відібрала права на трансляцію відбіркового матчу Англії з Хорватією 10 вересня 2008 року. Однак, не було досягнуто жодного узгодженого пакету, і Setanta показала основні моменти матчів кваліфікації збірних Англії та Шотландії, у вільному показі після завершення матчів.
Кількість абонентів «Setanta GB» були меншими, ніж у Sky Sports, а кількість домогосподарств, які переглядали матч, оцінювалася приблизно в 1,5 мільйони. Через наявність Setanta, як на цифровому супутниковому, так і в ефірному цифровому телебаченні, теоретично можлива абонентська база перевершила Sky Sports (не доступна через DTT у той час), але вболівальники, які не хотіли підписатися, не бачили матч. Прем'єр-міністр Великої Британії Гордон Браун вказав, що він вважає поганим те, що більше шанувальників не могли бачити матч безкоштовно.

### Південно-Східна Азія
Setanta Sports запустила азійську версію каналу. У 2015 році Discovery Networks International придбала канал, що належав компанії. Станом на 2016 рік канал маркувався як «Setanta Sports» за ліцензією від Setanta Ireland. «Setanta Asia» в даний час управляє «Setanta Sports Plus» і «Setanta Sports Asia» .

### Сполучені Штати
Setanta Sports раніше транслювався у Сполучених Штатах як «Setanta Sports USA» з 2005 по 2010 рік. Fox Sports придбала права на використання мережі через банкрутство компанії, додавши їх до існуючого «Fox Soccer Channel», а також нової мережі «Fox Soccer Plus».

### Україна
Влітку 2018 року компанія перенесла частину виробництва з Дубліна до Києва та створила віддалену коментаторську кабіну в Києві для російськомовного коментування. 1 серпня 2019 року Національна рада України з питань телебачення і радіомовлення включила ірландський спортивний телеканал Setanta Sports до переліку іноземних каналів, які дозволяються для ретрансляції на території України й відразу ж телеканал розпочав мовлення; для українського ринку ірландські власники запропонували російськомовну аудіодоріжку.
Починаючи з 2018 року власники Setanta Sports ретранслюють версію телеканалу для України та Молдови (з російськомовною звуковою доріжкою). З 2022 року канали замінили російськомовну звукову доріжку на українську. 
З 2023 року ексклюзивним дистриб'ютором Setanta Sports в Україні є компанія Infinitas.

### Євразія
Сетанта Спорт Євразія — канал, заснований 2012 року з метою забезпечення в країнах Євразії високоякісної трансляції спортивних змагань, оскільки саме в цьому регіоні відчувається потреба в прямих трансляціях Прем'єр-ліги.
Канал Сетанта Євразія доступний в наступних країнах: Казахстан, Киргизстан, Грузія, Молдова, Таджикистан, Вірменія, Азербайджан і Туркменістан. Спочатку канал висвітлював події англійської Прем'єр-ліги, НХЛ,  та MLS, а з сезону 2012-2013 розширив сітку мовлення трансляціями матчів Ла Ліги, Кубка Англійської ліги та французької Ліги 1. Нині на каналі транслюються Ла Ліга, Серія А, французька Ліга 1 і Кубок Іспанії, а також НХЛ та UFC. З сезону 2014 на каналі також транслюються практики, кваліфікації і гонки Формули-1.
З 6 березня 2012 р. на каналі «Сетанта Спорт Євразія» працює український коментатор Дмитро Джулай.  З 26 грудня 2012 р. коментатором на каналі працює і редактор сайту Football.ua Олексій Іванов, який неодноразово коментував з Джулаєм матчі на «Поверхность ТВ».

## Футбольні ліцензії
- Англійська прем'єр-ліга
- Суперкубок Англії
- Кубок Англії
- Кубок англійської ліги
- Англійський Чемпіоншип
- Німецька Бундесліга
- Німецька Бундесліга 2
- Суперкубок Німеччини
- Бельгійська ліга Жуліпе

## Інший бізнес
- У 2009 році компанія Setanta Sports мала акції в OneVision. OneVision спочатку отримали можливість розвивати цифрову наземну мережу в Республіці Ірландія . Переговори з мережами RTÉ пройшли у травні 2010 року.
- З березня 2010 року Setanta Sports, у партнерстві з Jennings Bet, надала setantabet.com, онлайн-ігрову послугу для клієнтів у межах Ірландії.
- У жовтні 2021 року компанія Setanta Sports запустила програми на Android та послуги Setanta Goals для інших телефонів.